# Västra Ämterviks socken
Västra Ämterviks socken i Värmland ingick i Fryksdals härad, uppgick 1963 i Sunne köping och området ingår sedan 1971 i Sunne kommun och motsvarar från 2016 Västra Ämterviks distrikt.
Socknens areal är 135,15 kvadratkilometer varav 109,01 land. År 2000 fanns här 1 082 invånare. Tätorten Västra Ämtervik med sockenkyrkan Västra Ämterviks kyrka ligger i socknen.   

## Administrativ historik
Socknen bildades 1674 genom en utbrytning ur Emterviks socken.
Vid kommunreformen 1862 övergick socknens ansvar för de kyrkliga frågorna till Västra Ämterviks församling och för de borgerliga frågorna bildades Västra Ämterviks landskommun. Landskommunen uppgick 1952 i Stora Sunne landskommun som 1963 uppgick i Sunne  köping som 1971 uppgick  i Sunne kommun.
1 januari 2016 inrättades distriktet Västra Ämtervik, med samma omfattning som församlingen hade 1999/2000.
Socknen har tillhört län, fögderier, tingslag och domsagor enligt vad som beskrivs i artikeln Fryksdals härad. De indelta soldaterna tillhörde Värmlands regemente, Liv- och Kils kompanier.

## Geografi
Västra Ämterviks socken ligger nordost om Arvika väster om Mellanfryken och kring sjön Aplungen. Socknen har odlingsbygd i sin centrala del och är i övrigt en starkt kuperad skogsbygd med höjder som når över 300 meter över havet.

### Hemman
- Aplung - 1, sk, 1540
- Aplungstorp N. - 1/2, sk, 1540
- Aplungstorp S. - 1/8, sk, 1676
- Backa - 1/4, sk, 1638
- Berga - 1, sk, 1540
- Bråten - 1/3, sk, 1600
- Bäckebron - 1/4, sk, 1616
- Elofsrud (Elofstorp) - 1/2, sk, 1600
- Folkesgården - 1/4, sk, 1540
- Grava - 1/4, sk, 1649
- Hensgård - 1, sk, 1551
- Hensgårdstorp - 1/4, sk, 1653
- Humlen - 1/4, sk, 1611
- Ingeby - 1/2, sk, 1554
- Kisterud - 1, sk, 1554
- Knutserud - 1/8, sk, 1676
- Kringeråsen - 1/4, sk, 1616
- Kålsgården - 1/2, sk, 1581
- Liane - 1/4, sk, 1540
- Persby - 1/8, sk, 1540 (?)
- Perstorp - 1/4, sk, 1628
- Sillegården - 1, sk, 1540
- Svensby - 1, sk, 1540
- Säljebacka - 1/2, sk, 1603
- Åsen - 1/4, sk, 1593

## Fornlämningar
Fem gravrösen från bronsåldern har påträffats.

## Namnet
Namnet Emtervk  innehåller älm(p)t, svan' och vik och syftar på kyrkplatsen vid ån Ämtans mynningsvik i Mellanfryken.
Före 1940 skrevs namnet Västra Emterviks socken.

## Befolkningsutveckling
| Befolkningsutvecklingen i Västra Ämterviks socken 1800–1990                                              | Befolkningsutvecklingen i Västra Ämterviks socken 1800–1990 | Befolkningsutvecklingen i Västra Ämterviks socken 1800–1990 | Befolkningsutvecklingen i Västra Ämterviks socken 1800–1990 | Befolkningsutvecklingen i Västra Ämterviks socken 1800–1990 |
| --- | ----------------------------------------------------------- | ----------------------------------------------------------- | ----------------------------------------------------------- | ----------------------------------------------------------- |
| |                                                             |                                                             |                                                             |                                                             |
| År |                                                             |                                                             | Folkmängd                                                   |                                                             |
| 1800 | 1800                                                        |                                                             | 1 380                                                       |                                                             |
| 1810 | 1810                                                        |                                                             | 1 381                                                       |                                                             |
| 1820 | 1820                                                        |                                                             | 1 517                                                       |                                                             |
| 1830 | 1830                                                        |                                                             | 1 806                                                       |                                                             |
| 1840 | 1840                                                        |                                                             | 1 968                                                       |                                                             |
| 1850 | 1850                                                        |                                                             | 2 154                                                       |                                                             |
| 1860 | 1860                                                        |                                                             | 2 421                                                       |                                                             |
| 1870 | 1870                                                        |                                                             | 2 457                                                       |                                                             |
| 1880 | 1880                                                        |                                                             | 2 423                                                       |                                                             |
| 1890 | 1890                                                        |                                                             | 2 078                                                       |                                                             |
| 1900 | 1900                                                        |                                                             | 2 030                                                       |                                                             |
| 1910 | 1910                                                        |                                                             | 1 915                                                       |                                                             |
| 1920 | 1920                                                        |                                                             | 2 027                                                       |                                                             |
| 1930 | 1930                                                        |                                                             | 1 814                                                       |                                                             |
| 1940 | 1940                                                        |                                                             | 1 633                                                       |                                                             |
| 1950 | 1950                                                        |                                                             | 1 503                                                       |                                                             |
| 1960 | 1960                                                        |                                                             | 1 424                                                       |                                                             |
| 1970 | 1970                                                        |                                                             | 1 126                                                       |                                                             |
| 1980 | 1980                                                        |                                                             | 1 075                                                       |                                                             |
| 1990 | 1990                                                        |                                                             | 1 043                                                       |                                                             |
| Anm: Källor: Umeå universitet - Tabellverket 1749-1859, Demografiska databasen, CEDAR, Umeå universitet. |                                                             |                                                             |                                                             |                                                             |